# Hugo Damian Erwein von Schönborn-Wiesentheid
Hugo Damian Erwein von Schönborn-Wiesentheid (Aschaffenburg, 27 ottobre 1738 – Vienna, 29 marzo 1817) è stato un nobile e politico tedesco.

## Biografia
Hugo Damian Erwein von Schönborn-Wiesentheid nacque il 27 ottobre 1738 ad Aschaffenburg, nell'allora territorio dell'elettorato di Magonza. Suo padre, Joseph Franz von Schönborn-Wiesentheid, era impiegato come membro del governo locale e vicedominus di Aschaffenburg. Sua madre era la contessa Bernhardine von Plettenberg. Hugo Damian Erwein era il figlio primogenito, ma a parte sua sorella Bernhardina, tutti i suoi fratelli morirono prima di raggiungere l'età adulta.
Dopo la morte del padre nel 1772, Hugo Damian Erwein assunse il governo della contea di Wiesentheid dove si occupò prevalentemente di opere caritatevoli stabilendo un fondo per i poveri della contea e la costruzione di strade per permettere migliorie nei collegamenti.
Oltre ai suoi doveri nella contea, Hugo Damian Erwein assunse anche altri incarichi: fu ciambellano imperiale e consigliere privato dell'imperatore, nonché cavaliere dell'Ordine di San Giuseppe. Il 6 agosto 1806, con lo scioglimento del Sacro Romano Impero dopo le guerre napoleoniche, perse le proprie prerogative feudali ed il 18 settembre di quello stesso anno le truppe bavaresi occuparono la sua contea. A quel punto, Hugo Damian Erwein si ritirò nei suoi possedimenti in Austria, pur mantenendo il titolo onorifico di conte di Schönborn-Wiesentheid.
Morì il 29 marzo 1817 a Vienna.

## Matrimonio e figli
Hugo Damian Erwein sposò la contessa Maria Anna von Stadion zu Warthausen un Tannhausen il 27 gennaio 1763 presso la Christophkirche di Magonza. Con Maria Anna, il conte ebbe otto figli, ma solo quattro di loro raggiunsero l'età adulta:
- Bernhardine Maria Anna (2 febbraio 1764 - 1º febbraio 1765)
- Emmerich Friedrich Franz Philipp (21 marzo 1767 - 19 aprile 1772)
- Franz Philipp Joseph (15 settembre 1768, Magonza - 18 agosto 1841, Obermeidling)
- Maria Johanna (24 novembre 1769 - 7 gennaio 1770)
- Bernhard Joseph (4 gennaio 1771 - 15 febbraio 1773)
- Sophie Theresia (15 agosto 1772 - 3 luglio 1810, Parigi)
- Franz Erwein Damian Joseph (7 aprile 1776, Magonza - 5 dicembre 1840, Francoforte sul Meno)
- Friedrich Karl Joseph (2 agosto 1781, Magonza - 24 marzo 1849, Praga)[1]

## Antenati
|                                                |                              |                                                       | Genitori                                     |  |  | Nonni |  |  | Bisnonni                                  |  |  | Trisnonni                    |  |
|                                                |                              |                                                       |                                              |  |  |       |  |  | Melchior Friedrich von Schönborn-Buchheim |  |  | Philipp Erwein von Schönborn |  |
|                                                |                              |                                                       |                                              |  |  |       |  |  | Melchior Friedrich von Schönborn-Buchheim |  |  | Philipp Erwein von Schönborn |  |
|                                                |                              | Maria Ursula Greiffenklau von Vollrads                |                                              |  |  |       |  |  | Melchior Friedrich von Schönborn-Buchheim |  |  |                              |  |
| Rudolf Franz Erwein von Schönborn              |                              |                                                       |                                              |  |  |       |  |  | Melchior Friedrich von Schönborn-Buchheim |  |  |                              |  |
|                                                |                              | Maria Anna Sophia Johanna von Boineburg und Lengsfeld | Johann Christian von Boineburg und Lengsfeld |  |  |       |  |  |                                           |  |  |                              |  |
|                                                |                              | Maria Anna Sophia Johanna von Boineburg und Lengsfeld | Johann Christian von Boineburg und Lengsfeld |  |  |       |  |  |                                           |  |  |                              |  |
|                                                |                              | Maria Anna Sophia Johanna von Boineburg und Lengsfeld | Anna Christina Schütz von Holzhausen         |  |  |       |  |  |                                           |  |  |                              |  |
| Joseph Franz von Schönborn-Wiesentheid         |                              | Maria Anna Sophia Johanna von Boineburg und Lengsfeld |                                              |  |  |       |  |  |                                           |  |  |                              |  |
|                                                |                              | Heinrich von Hatzfeldt                                | Hermann von Hatzfeldt, conte di Gleichen     |  |  |       |  |  |                                           |  |  |                              |  |
|                                                |                              | Heinrich von Hatzfeldt                                | Hermann von Hatzfeldt, conte di Gleichen     |  |  |       |  |  |                                           |  |  |                              |  |
|                                                |                              | Heinrich von Hatzfeldt                                | Maria Katharina Kämmerer von Worms           |  |  |       |  |  |                                           |  |  |                              |  |
| Maria Eleonore von Hatzfeld-Wildenburg         |                              | Heinrich von Hatzfeldt                                |                                              |  |  |       |  |  |                                           |  |  |                              |  |
|                                                |                              | Catharina Elizabeth von Schönborn                     | Philipp Erwein von Schönborn                 |  |  |       |  |  |                                           |  |  |                              |  |
|                                                |                              | Catharina Elizabeth von Schönborn                     | Philipp Erwein von Schönborn                 |  |  |       |  |  |                                           |  |  |                              |  |
|                                                |                              | Catharina Elizabeth von Schönborn                     | Maria Ursula Greiffenklau von Vollrads       |  |  |       |  |  |                                           |  |  |                              |  |
| Hugo Damian Erwein von Schönborn-Wiesentheid   |                              | Catharina Elizabeth von Schönborn                     |                                              |  |  |       |  |  |                                           |  |  |                              |  |
|                                                | Johann Adolf von Plettenberg | Ferdinand Christoph Albrecht von Plettenberg          |                                              |  |  |       |  |  |                                           |  |  |                              |  |
|                                                | Johann Adolf von Plettenberg | Ferdinand Christoph Albrecht von Plettenberg          |                                              |  |  |       |  |  |                                           |  |  |                              |  |
|                                                | Johann Adolf von Plettenberg | Amalia Wilhelmina von Bodelschwingh                   |                                              |  |  |       |  |  |                                           |  |  |                              |  |
| Ferdinand Adolf von Plettenberg                | Johann Adolf von Plettenberg |                                                       |                                              |  |  |       |  |  |                                           |  |  |                              |  |
|                                                |                              | Maria Theresia Gudula Wolff-Metternich zur Gracht     | Franz Wilhelm Wolff-Metternich zur Gracht    |  |  |       |  |  |                                           |  |  |                              |  |
|                                                |                              | Maria Theresia Gudula Wolff-Metternich zur Gracht     | Franz Wilhelm Wolff-Metternich zur Gracht    |  |  |       |  |  |                                           |  |  |                              |  |
|                                                |                              | Maria Theresia Gudula Wolff-Metternich zur Gracht     | Sophia Maria von der Asseburg                |  |  |       |  |  |                                           |  |  |                              |  |
| Bernhardine von Plettenberg                    |                              | Maria Theresia Gudula Wolff-Metternich zur Gracht     |                                              |  |  |       |  |  |                                           |  |  |                              |  |
|                                                |                              | Dietrich Konrad Adolf von Westerholt                  | Burchard von Westerholt                      |  |  |       |  |  |                                           |  |  |                              |  |
|                                                |                              | Dietrich Konrad Adolf von Westerholt                  | Burchard von Westerholt                      |  |  |       |  |  |                                           |  |  |                              |  |
|                                                |                              | Dietrich Konrad Adolf von Westerholt                  | Clara von der Recke                          |  |  |       |  |  |                                           |  |  |                              |  |
| Bernhardine Alexandra Felizitas von Westerholt |                              | Dietrich Konrad Adolf von Westerholt                  |                                              |  |  |       |  |  |                                           |  |  |                              |  |
|                                                |                              | Maria Anna Theodora Waldbott von Bassenheim           | Otto Werner Waldbott von Bassenheim          |  |  |       |  |  |                                           |  |  |                              |  |
|                                                |                              | Maria Anna Theodora Waldbott von Bassenheim           | Otto Werner Waldbott von Bassenheim          |  |  |       |  |  |                                           |  |  |                              |  |
|                                                |                              | Maria Anna Theodora Waldbott von Bassenheim           | Maria Alexandrina Elisabeth von Velen        |  |  |       |  |  |                                           |  |  |                              |  |
|                                                |                              | Maria Anna Theodora Waldbott von Bassenheim           |                                              |  |  |       |  |  |                                           |  |  |                              |  |